# Aedes adersi
Aedes adersi är en tvåvingeart som först beskrevs av Edwards 1917.  Aedes adersi ingår i släktet Aedes och familjen stickmyggor. Inga underarter finns listade i Catalogue of Life.